# Misak Terzibasiyan

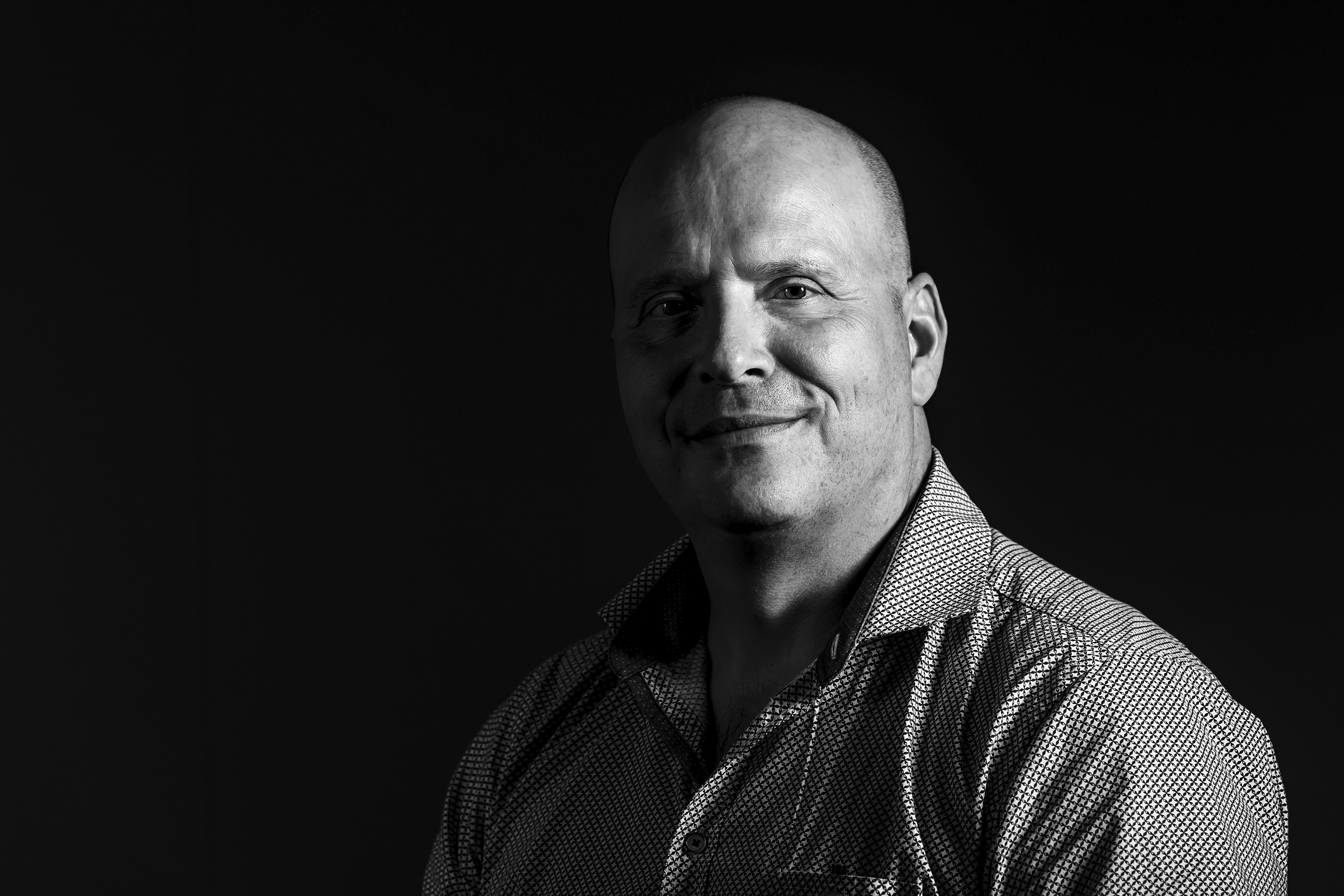
Misak Terzibasiyan

Misak Terzibasiyan (* 1964 in Helsinki) ist ein niederländischer Architekt.

## Biografie
Terzibasiyans Mutter, Vappu Viuha, war finnischer Abstammung. Sein Vater, der Textildesigner Edward Terzibasiyan, hatte armenische Wurzeln. Misak Terzibasiyan studierte von 1985 bis 1991 an der Technischen Universität Eindhoven und machte seinen Abschluss in Architektur, Städtebaulicher Entwurf und Verarbeitungstechnik. In den Jahren 1991 bis 1994 arbeitete er als Architekt in Köln. Von 1994 bis 2003 war er als Architekt bei verschiedenen Büros in den Niederlanden tätig. Im Jahr 2003 gründete Terzibasiyan in Eindhoven sein eigenes Architektenbüro: UArchitects. Er ist Mitglied des Gestaltungsbeirats verschiedener niederländischer Kommunen und schreibt regelmäßig Beiträge für die Website von de Architect.

## Preise und Nominierungen
Terzibasiyan erhielt seit 2003 verschiedene nationale und internationale Preise und Nominierungen, darunter der erste Preis für die „Breite Schule“ (Brede school) in Bocholt, der Edu Build Award 2011, der German Design Award 2014 für Split-View, der Dirk Roosenberg Prijs 2015 für ’t Hofke, der Victor de Stuersprijs im Jahr 2017 für die Grundschule IKC de Geluksvogel, der American Architecture Prize 2016 in der Kategorie „Education“, die Modern Collective Living Challenge und der BB Green Award 2017 in China sowie der zweite Platz bei den World Architecture & Design Awards 2019 für IKC de Geluksvogel.